# Ngoại giao gấu trúc

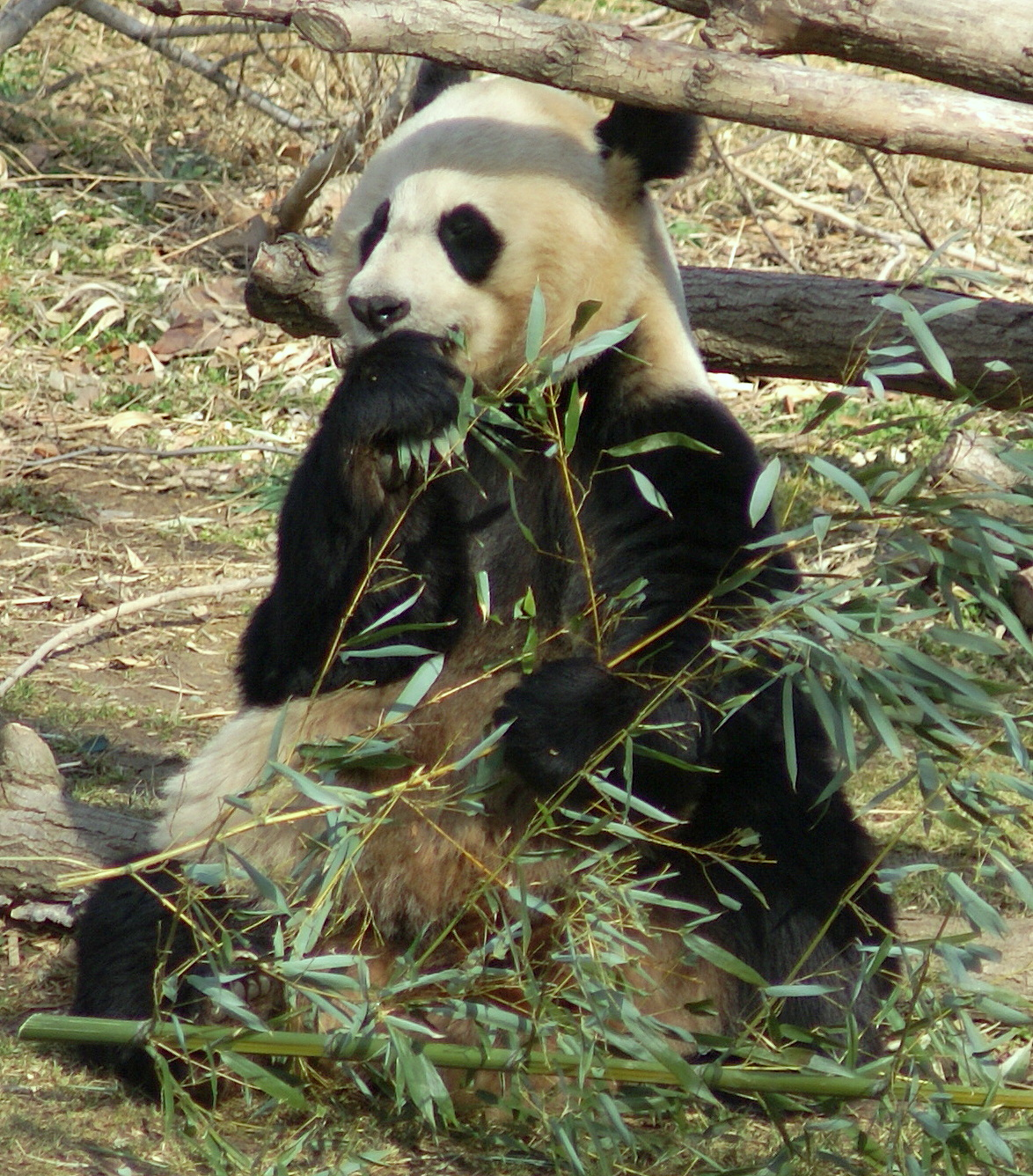
Gấu trúc lớn tại Vườn thú quốc gia Hoa Kỳ ở Washington D.C.

Ngoại giao gấu trúc (熊猫外交, Hùng miêu ngoại giao) là một chính sách của Trung Quốc thúc đẩy quan hệ ngoại giao thông qua việc tặng hoặc cho mượn các cá thể gấu trúc lớn cho các quốc gia trên thế giới. Chính sách này thực tế đã tồn tại từ lâu trong lịch sử Trung Quốc, cụ thể như thời nhà Đường, Võ Tắc Thiên đã gửi một cặp gấu trúc cho Nhật hoàng.
Không chỉ là một chính sách ngoại giao của Trung Quốc, việc tặng hay cho mượn gấu trúc còn là một chỉ dấu ngoại giao quan trọng trên thế giới. Ví dụ năm 1964 các quan chức ngoại giao của Anh đã bày tỏ lo ngại rằng việc chuyển một cá thể gấu trúc từ Luân Đôn tới Moskva có thể làm xấu đi quan hệ ngoại giao Liên Xô-Trung Quốc. Một ví dụ khác là tháng 1 năm 2006, hình ảnh Trợ lý Ngoại trưởng Hoa Kỳ Robert Zoellick ôm một chú gấu trúc 5 tháng tuổi trong chuyến thăm Tứ Xuyên đã được báo chí Trung Quốc khai thác như một dấu hiệu cho thấy Zoellick ủng hộ việc cải thiện quan hệ ngoại giao Hoa Kỳ-Trung Quốc. Tháng 4 năm 2014, Trung Quốc lên kế hoạch gửi một cặp gấu trúc tới Malaysia nhân kỉ niệm 40 năm quan hệ ngoại giao giữa hai nước nhưng việc này đã bị trì hoãn vì sự mất tích của Chuyến bay 370 của Malaysia Airlines cho tới ngày 21 tháng 5 năm 2014.

## Lịch sử

### Giai đoạn 1957 - 1982: Sứ giả ngoại giao

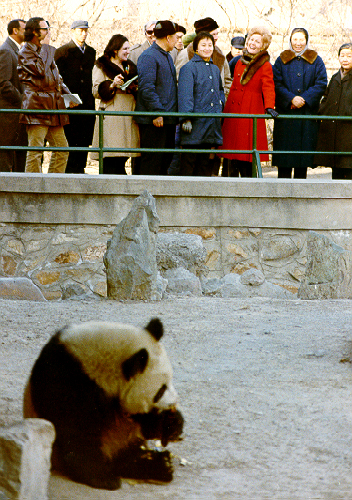
Đệ Nhất phu nhân Hoa Kỳ Pat Nixon tham quan khu vực nuôi giữ gấu trúc lớn tại Vườn thú Bắc Kinh tháng 2 năm 1972.

Chính sách ngoại giao gấu trúc được Cộng hòa Nhân dân Trung Hoa khôi phục vào thập niên 1950, cụ thể là 23 cá thể gấu trúc lớn đã được Trung Quốc đưa tới 9 quốc gia trên thế giới trong giai đoạn từ 1958 tới 1972. Điểm nhấn của chính sách này là việc chính phủ Trung Quốc gửi tặng Hoa Kỳ hai cá thể gấu trúc lớn Linh Linh (玲玲, Ling-Ling) và Hưng Hưng (兴兴, Hsing-Hsing) sau Chuyến thăm Trung Quốc của Richard Nixon năm 1972. Để đáp lại, Tổng thống Hoa Kỳ Richard Nixon đã gửi tặng Trung Quốc một cặp Bò xạ hương. Khi cặp gấu trúc được chuyển tới Hoa Kỳ tháng 4 năm 1972, Đệ Nhất phu nhân Pat Nixon đã tặng cặp gấu trúc này cho Vườn thú quốc gia Hoa Kỳ tại thủ đô Washington D.C.. Tại đây trên hai mươi nghìn khách tham quan chỉ trong ngày đầu tiên và tổng cộng khoảng 1,1 triệu khách tham quan trong năm đầu tiên đã tới chiêm ngưỡng cặp gấu trúc. Sự nổi tiếng của cặp gấu trúc là minh chứng rõ ràng cho thành công trong chính sách ngoại giao gấu trúc của Trung Quốc, cụ thể là chứng minh rõ ràng mong muốn thiết lập quan hệ ngoại giao chính thức giữa nước này và Hoa Kỳ. Chính sách này thành công tới mức năm 1974 Thủ tướng Anh Edward Heath đã đề nghị Trung Quốc tặng nước này một cặp gấu trúc với kết quả là chỉ sau vài tuần cặp gấu trúc Giai Giai (佳佳, Chia-Chia) và Tinh Tinh (晶晶, Ching-Ching) đã được gửi tới Anh.

### Giai đoạn 1984 - 1994: Nguồn thu thương mại
Tới năm 1984, Trung Quốc bắt đầu thắt chặt việc sử dụng gấu trúc như một công cụ ngoại giao. Thay vào đó, Trung Quốc bắt đầu chính sách cho thuê gấu trúc cho các quốc gia trên thế giới trong thời hạn mười năm. Phí thuê một cá thể gấu trúc có thể lơn tới 1 triệu đô la Mỹ một năm với điều khoản bắt buộc là nếu cá thể gấu trúc sinh con trong thời hạn cho thuê, thì gấu trúc mới sinh này sẽ là tài sản của chính phủ Trung Quốc.

### Giai đoạn 1994 - nay
Dự án "hợp tác cùng chăn nuôi" gấu trúc ra đời vào 1994, thay thế chương trình cho thuê. Các quốc gia lại được “thuê” gấu trúc dưới một hình thức mới, trong thời gian 10 năm với mức phí 10 triệu đôla.
Trong bước đầu tiên của dự án, hai gấu trúc được gửi đến Nhật Bản, phục vụ mục đích nghiên cứu khoa học. Hiệu quả dự án đã được ghi nhận tích cực, bởi loại hình hợp tác này mang lại nhiều lợi ích cho công tác nghiên cứu gấu trúc lớn.
Mei Lun, Mei Huan và Bao Bao là nhân tố chủ chốt trong dự án hợp tác nuôi gấu trúc Trung - Mỹ kéo dài từ 2000 đến 2010. Theo thỏa thuận, con cái của ba con gấu này đều được sinh ra ở Mỹ và chuyển về sống ở Trung Quốc từ năm 4 tuổi. Giờ đây, 4 vườn thú ở Washington, Atlanta, Memphis và San Diego đều là vườn ươm giống của gấu trúc.
Trung Quốc đã xây dựng dự án hợp tác dài hơi cùng 14 nước, hiện là nơi sinh sống của 48 con gấu trúc.

## Quan hệ với Đài Loan
Trong quan hệ với Đài Loan, Trung Quốc từ năm 2005 cũng đã đề nghị với chủ tịch Quốc dân đảng Liên Chiến về việc gửi tặng một cặp gấu trúc cho nhân dân Đài Loan. Việc này sau đó đã bị chính quyền Đài Loan, lúc đó do Đảng Dân tiến trì hoãn với lý do theo như Tổng thống Đài Loan Trần Thủy Biển tuyên bố là vì không muốn để gấu trúc lớn ở trong tình trạng bị nuôi nhốt mà muốn chúng được sống trong môi trường hoang dã. Lý do thực sư là vì hai con gấu trúc này tên là „Tuan Tuan“ (團團) và „Yuan Yuan“ (圓圓), cộng lại thành chữ Tàu có nghĩa là "đoàn viên" (團圓 tuányuán), chính phủ Đài Loan lại không chấp nhận ước muốn thống nhất của Trung Quốc theo (Chính sách Một Trung Quốc).
Phải tới khi chính phủ mới của Đài Loan do Quốc dân đảng nắm quyền lên thay thế vào năm 2008 thì quá trình chuyển giao gấu trúc mới được bắt đầu. Tới tháng 12 năm 2008 thì cặp gấu trúc Đoàn Đoàn (團團, Tuan Tuan) và Viên Viên (圓圓, Yuan Yuan) đã được chuyển tới Vườn thú Đài Bắc trong một sự kiện thu hút báo chí quốc tế.

## Danh sách gấu trúc được gửi tặng giai đoạn 1941-1982
| Năm  | Chính quyền | Cá thể gấu trúc                 | Giới tính | Quốc gia được tặng | Ghi chú                     |
| ---- | ----------- | ------------------------------- | --------- | ------------------ | --------------------------- |
| 1941 | Đài Loan    | Phan Đạt (潘达, Pan Dah)        | Đực       | Hoa Kỳ             | [ 14 ]                      |
| 1941 | Đài Loan    | Phan Đệ (潘弟, Pan Dee)         | Cái       | Hoa Kỳ             | [ 14 ]                      |
| 1946 | Đài Loan    | Liên Hợp (联合, Miss Unity)     | Cái       | Anh Quốc           | [ 15 ] [ 16 ] [ 17 ] [ 18 ] |
| 1957 | Trung Quốc  | Bình Bình (平平, Пинь-Пинь)     | Đực       | Liên Xô            | [ 17 ] [ 19 ] [ 20 ]        |
| 1958 | Trung Quốc  | Cơ Cơ (姬姬, Chi Chi)           | Cái       | Anh Quốc           | [ 17 ] [ 20 ]               |
| 1959 | Trung Quốc  | An An (安安, Ань-Ань)           | Đực       | Liên Xô            | [ 17 ] [ 20 ]               |
| ?    | Trung Quốc  | Nhất Hào (一号, 일호)           |           | Bắc Triều Tiên     | [ 17 ] [ 20 ]               |
| ?    | Trung Quốc  | Nhị Hào (二号, 이호)            |           | Bắc Triều Tiên     | [ 17 ] [ 20 ]               |
| ?    | Trung Quốc  | Lăng Lăng (凌凌, 릉릉)          |           | Bắc Triều Tiên     | [ 17 ] [ 20 ]               |
| ?    | Trung Quốc  | Tam Tinh (三星, 삼성)           |           | Bắc Triều Tiên     | [ 17 ] [ 20 ]               |
| ?    | Trung Quốc  | Đan Đan (丹丹, 단단)            |           | Bắc Triều Tiên     | [ 17 ] [ 20 ]               |
| 1972 | Trung Quốc  | Linh Linh (玲玲, Ling-Ling)     | Cái       | Hoa Kỳ             | [ 17 ] [ 20 ]               |
| 1972 | Trung Quốc  | Hưng Hưng (兴兴, Hsing-Hsing)   | Đực       | Hoa Kỳ             | [ 17 ] [ 20 ]               |
| 1972 | Trung Quốc  | Lan Lan (兰兰, ランラン)        | Cái       | Nhật Bản           | [ 17 ] [ 20 ]               |
| 1972 | Trung Quốc  | Khang Khang (康康, カンカン)    | Đực       | Nhật Bản           | [ 17 ] [ 20 ]               |
| 1973 | Trung Quốc  | Yến Yến (燕燕, Yen-Yen)         | Đực       | Pháp               | [ 17 ] [ 20 ]               |
| 1973 | Trung Quốc  | Lê Lê (黎黎, Li-Li)             | Đực       | Pháp               | [ 17 ] [ 20 ]               |
| 1974 | Trung Quốc  | Giai Giai (佳佳, Chia-Chia)     | Đực       | Anh Quốc           | [ 17 ] [ 20 ]               |
| 1974 | Trung Quốc  | Tinh Tinh (晶晶, Ching-Ching)   | Cái       | Anh Quốc           | [ 17 ] [ 20 ]               |
| 1975 | Trung Quốc  | Nghênh Nghênh (迎迎, Ying Ying) | Cái       | México             | [ 17 ] [ 20 ]               |
| 1975 | Trung Quốc  | Bối Bối (贝贝, Pe Pe)           | Đực       | México             | [ 17 ] [ 20 ]               |
| 1978 | Trung Quốc  | Thiệu Thiệu (绍绍, Shao-Shao)   | Cái       | Tây Ban Nha        | [ 17 ] [ 20 ]               |
| 1978 | Trung Quốc  | Cường Cường (强强, Chang-Chang) | Đực       | Tây Ban Nha        | [ 17 ] [ 20 ]               |
| 1980 | Trung Quốc  | Hoan Hoan (欢欢, ホアンホアン)  | Cái       | Nhật Bản           | [ 17 ] [ 20 ]               |
| 1980 | Trung Quốc  | Thiên Thiên (天天, Tjen Tjen)   | Cái       | Đức                | [ 17 ] [ 20 ]               |
| 1980 | Trung Quốc  | Bảo Bảo (宝宝, Bao Bao)         | Đực       | Đức                | [ 17 ] [ 20 ]               |
| 1982 | Trung Quốc  | Phi Phi (飞飞, フェイフェイ)    | Đực       | Nhật Bản           | [ 17 ] [ 20 ]               |